# Seven Churches
Seven Churches är det amerikanska death metal-bandet Possesseds debutalbum, utgivet den 16 oktober 1985 av skivbolaget Combat Records i USA och Roadrunner Records i Europa.
Med Seven Churches namngav Possessed genren genom att albumets sista spår innehåller låten som heter just "Death Metal". Många tidiga akter inom death metal visade tydliga influenser av Slayers album Reign in Blood, men Seven Churches var länken mellan thrash metal och death metal. Musiken påminner om thrash metal, men är mer intensiv och matchas med vokalistens growl-sång.

## Låtförteckning
Sida A
1. "The Exorcist" – 4:52
2. "Pentagram" – 3:34
3. "Burning in Hell" – 3:10
4. "Evil Warriors" – 3:44
5. "Seven Churches" – 3:14

Sida B
1. "Satan's Curse" – 4:15
2. "Holy Hell" – 4:12
3. "Twisted Minds" – 5:10
4. "Fallen Angel" – 3:58
5. "Death Metal" – 3:15

- Text: Mike Torrao (spår 1, 6), Jeff Becarra (spår 2–5, 7–10)[3]
- Musik: Mike Torrao (spår 1–4, 6–10), Mike Torrao/Larry LaLonde (spår 5)[3]

## Medverkande
Musiker (Possessed-medlemmar)
- Jeff Becerra – sång, basgitarr
- Mike Torrao – gitarr
- Larry LaLonde – gitarr
- Mike Sus – trummor

Produktion
- Randy Burns – producent
- Barry Kobrin – producent
- Donald J. Munz – omslagsdesign
- Harald Oimoen – foto
- Vince Stevenson – logo